# Tina Schmidt Gramkov
Tina Schmidt Gramkov (født 12. november 1970) er en dansk sejlsportskvinde, der sejler matchrace sammen med Lotte Meldgaard Pedersen og Susanne Boidin, og trioen deltog i OL 2012 i denne klasse med en tiendeplads som resultat. Gramkov var forgast og trimmer på båden.
Gramkov begyndte at sejle som otteårig i 1978. Hun har sejlet matchrace i siden 2002, og blandt de tre kvinders bedste resultater i matchrace er guld i World Cup i Miami 2009 samt guld og sølv fra nordiske mesterskaber.
Meldgaard, Boidin og Gramkov sikrede Danmark en plads i det tolv både store felt til OL, da de ved kvalifikationsstævnet ud for Miami besejrede en båd fra Argentina 3-2. Senere sikrede de tre sejlere sig endegyldigt billetten til OL, da de i en intern dansk match besejrede Trine Abrahamsen og hendes besætning i slutningen af februar 2012.
Sejladserne ved OL 2012 ud for Weymouth blev noget skuffende for de tre kvinder, idet det ikke lykkedes dem at kvalificere sig til kvartfinalerne med blot tre sejre i alle mod alle-sejladserne i indledende runde. Sejrene kom mod Holland, Sverige og Portugal.